# Rödvingetrupial
Rödvingetrupial (Agelaius phoeniceus) är en mycket talrik nord- och centralamerikansk fågelart inom familjen trupialer.

## Fältkännetecken

### Utseende
Rödvingetrupialen är en 17–23 centimeter lång rätt satt och bredvingad trupial med en tunn, konformad näbb och medellång stjärt. Hanen är lätt att känna igen med sin glansigt svarta dräkt och de röda skuldrorna som gett arten dess namn. Nedanför det röda syns även ett gult vingband. Honan är genomgående mörkbrun och kraftigt streckad, med blekare bröst, rostkantade ryggfjädrar, vitaktigt ögonbryn och gulaktig anstrykning runt näbben.

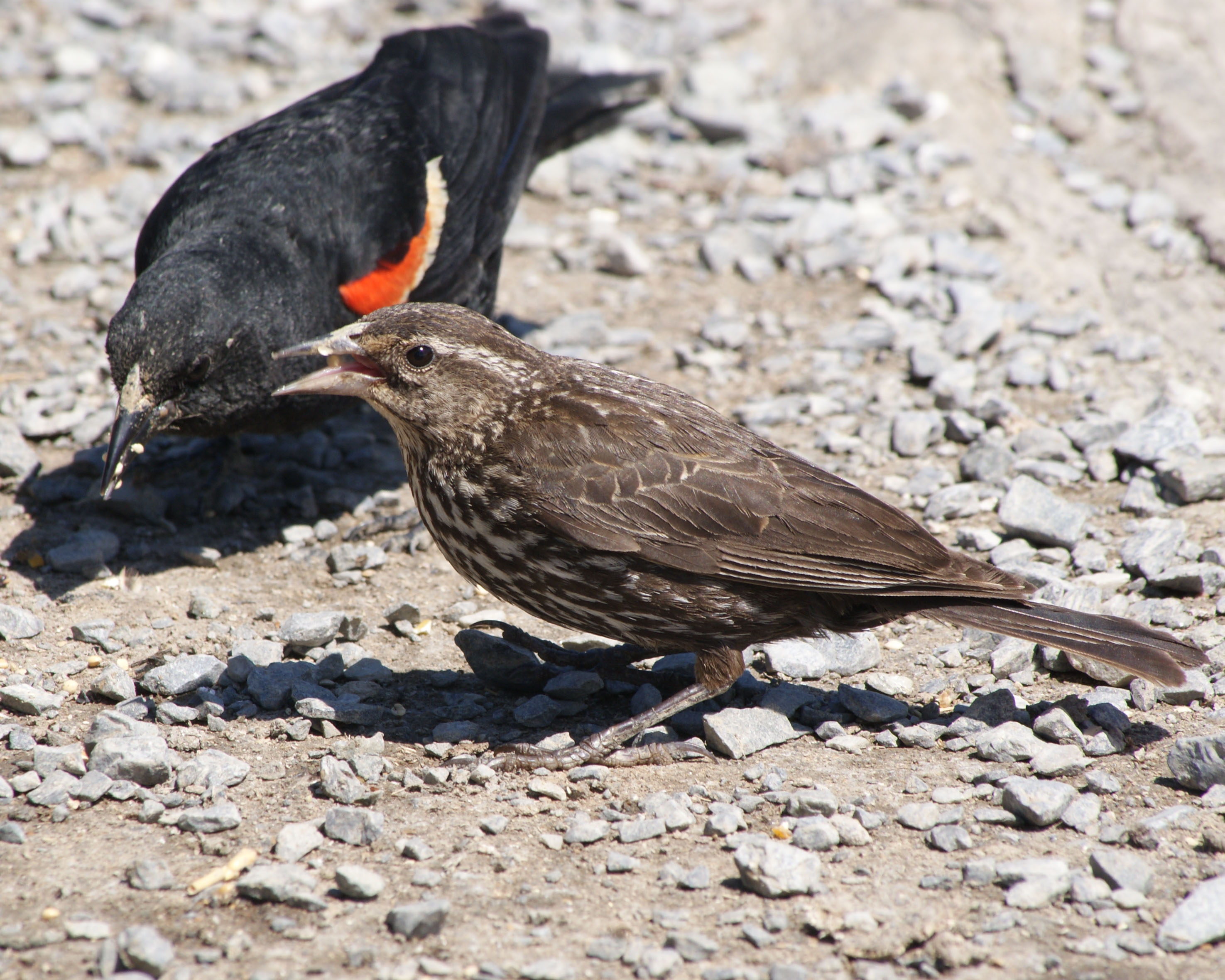
Hane och hona.

Hanen hos underarterna i californicus-gruppen samt mexikanska gubernator saknar det gula vingbandet och honan är mörkare med helmörk buk och undre stjärttäckare. I Kalifornien finns risk för förväxling med närbesläktade arten kalifornientrupial. Den har spetsigare vingar, mörkare röd skulderfläck och vitt istället för gult vingband hos hanen, medan honan är mörkt gråbrun utan rostfärgade inslag ovan.

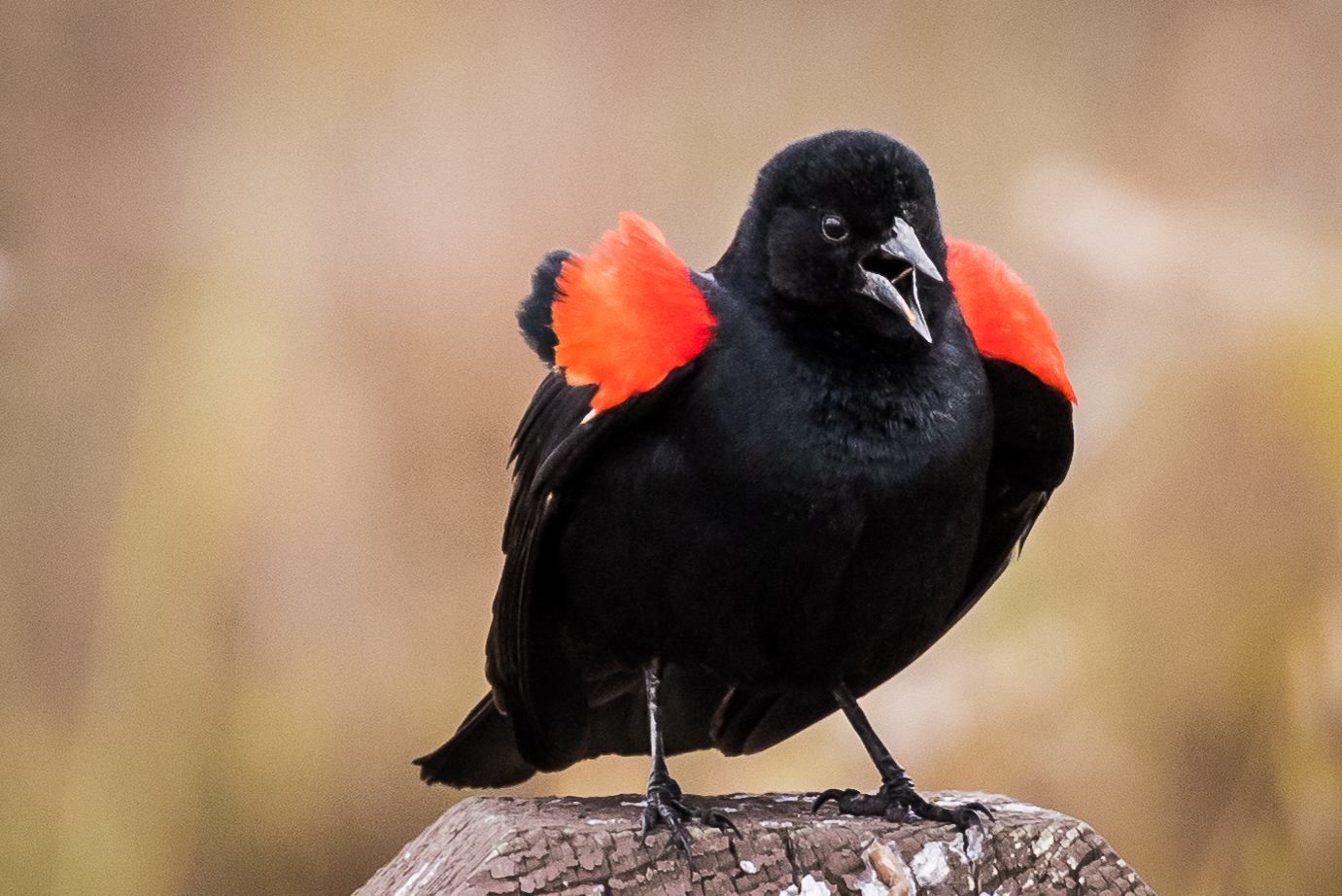
Hane av underartsgruppen californicus som saknar det gula vingbandet visar upp sina röda skulderfläckar.

### Läten
Rödvingetrupialens läten är ett tjockt tjeck och en ljus glidande vissling terr-eeee. Hanens sång som levereras samtidigt som han visar upp sina röda skulderfläckar är ett gnissligt och tjockt ok-a-lee, hos västliga fåglar ooPREEEEEom. Honan sjunger också, ett grälande tjatter: tjitt tjitt tjitt tjitt tjitt tjitt tjeer teer teer teerr.

## Utbredning och systematik
Rödvingetrupialen häckar från Alaska och Newfoundland söderut till Florida, Mexikanska golfen, Mexiko och Guatemala med isolerade populationer i västra El Salvador, nordvästra Honduras och nordvästra Costa Rica. Vintertid ses den så långt norrut som Pennsylvania och British Columbia, men nordliga populationer är generellt flyttfåglar som övervintrar söderut till Mexiko och södra USA. Det finns hela 24 underarter av rödvingetrupialen med följande utbredning:
- phoeniceus–gruppen
  - Agelaius phoeniceus arctolegus – sydöstra Alaska och Yukon till nordcentrala USA, vintertill till sydcentrala USA
  - Agelaius phoeniceus fortis – Montana till sydöstra New Mexico (öster om Klippiga bergen, vintertid till Texas
  - Agelaius phoeniceus nevadensis – sydöstra British Columbia till Idaho, sydöstra Kalifornien och södra Nevada, vintertid till södra Arizona
  - Agelaius phoeniceus caurinus – kustnära sydvästra British Columbia till nordvästra Kaliformien, vintertid till centrala Kalifornien
  - Agelaius phoeniceus aciculatus – bergstrakter i sydcentrala Kalifornien (östcentrala Kern County)
  - Agelaius phoeniceus neutralis – kustnära södra Kalifornien (San Luis Obispo County) till nordvästra Baja California
  - Agelaius phoeniceus sonoriensis – sydöstra Kalifornien till nordöstra Baja California, södra Nevada, centrala Arizona och nordvästra Mexiko
  - Agelaius phoeniceus nyaritensis – kustnära slättområden i nordvästra Mexiko (Nayarit)
  - Agelaius phoeniceus grinnelli – Stillahavssluttningen från västra Guatemala till nordvästra Costa Rica (Guanacaste)
  - Agelaius phoeniceus phoeniceus – sydöstra Kanada till Texas och sydöstra USA
  - Agelaius phoeniceus littoralis – Gulfkusten från sydöstra Texas till nordvästra Florida
  - Agelaius phoeniceus mearnsi – sydostligaste Georgia och norra Florida
  - Agelaius phoeniceus floridanus – södra Florida (Everglades till Key West)
  - Agelaius phoeniceus megapotamus – centrala Texas och nedre Rio Grande-dalen till östra Mexiko (norra Veracruz)
  - Agelaius phoeniceus richmondi – karibiska sluttningen i Mexiko (södra Veracruz) till Belize och norra Guatemala
  - Agelaius phoeniceus pallidulus – sydöstra Mexiko (norra Yucatánhalvön)
  - Agelaius phoeniceus nelsoni – sydcentrala Mexiko (Morelos och närliggande Guerrero till västra Puebla och Chiapas)
  - Agelaius phoeniceus matudae – tropiska sydöstra Mexiko
  - Agelaius phoeniceus arthuralleni – norra Guatemala
  - Agelaius phoeniceus brevirostris – karibiska sluttningen i Honduras och sydöstra Nicaragua
  - Agelaius phoeniceus bryanti – nordvästra Bahamas
- californicus-gruppen
  - Agelaius phoeniceus mailliardorum – kustnära centrala Kalifornien
  - Agelaius phoeniceus californicus – Central Valley i Kalifornien
- Agelaius phoeniceus gubernator – mexikanska högplatån från Durango till Zacatecas, México och Tlaxcala

Underarterna matudae och brevirostris inkluderas ofta i richmondi. Underarten gubernator har föreslagits utgöra en egen art, ofta inkluderande californicus-gruppen. Möjligen var den tidigare en isolerad population, men övergår numera i nelsoni.

### Rödvingetrupialen i Europa
Rödvingetrupialen är en mycket sällsynt gäst i Europa med endast ett säkert fynd, en hona upptäckt vid North Ronaldsay i Orkneyöarna 29 april 2017. En ung hane fotograferades även 11 juni 2021 vid irländska Castlenoor, men det är ännu oklart om det utgör en vild fågel eller en burrymling.

## Levnadssätt
Rödvingetrupialen bebor öppna gräsrika områden, helst i våtmarker, framför allt de med kaveldun. Den påträffas även i torrare områden där den bebor ängar, prärier och igenväxande fält.

### Föda
Rödvingetrupialen är en allätare. Den intar huvudsakligen vegetabilisk föda som ogräsfrön och säd, men en fjärdedel av födan är animalisk, än mer så under häckningssäsongen. Den föredrar insekter som trollsländor, flicksländor och jungfrusländor, malar, flugor och fjärilar, men tar även sniglar, grodor, fågelägg, maskar, mollusker, spindlar och till och med as. Den äter även blåbär, björnbär och annan frukt när den finns tillgänglig. I slutet av sommaren och på hösten samlas stora mängder rödvingetrupialer på fält för att födosöka, ofta tillsammans med stare, brunhuvad kostare och mindre båtstjärt.

### Häckning

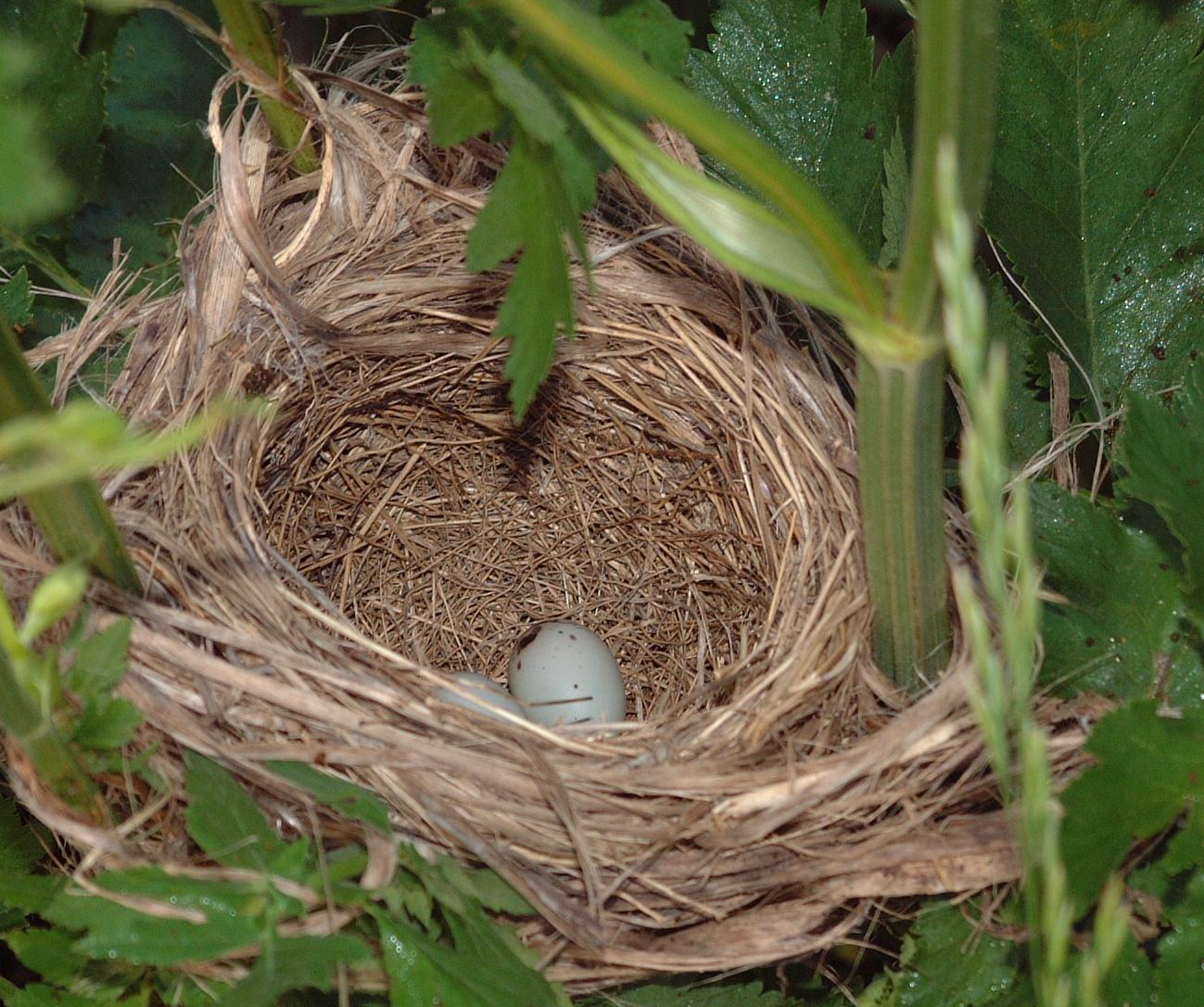
Bo med ägg

Rödvingetrupialen häckar i lösa kolonier bland kaveldun, gräs, säv eller i al- eller pilsnår. Enbart honan bygger boet, en korg av gräs, säv och mossa, fodrad med lera och lägger två till fyra ägg däri. Äggen ruvas i elva till 13 dagar och ungarna är flygga elva till 14 dagar efter kläckning.
Fågeln har ett polygynt häckningsbeteende, där hanar kan försvara upp till tio honor. Honor kan dock para sig med andra hanar och lägger ofta kullar där äggen har flera olika pappor. Den kan föda upp två till tre kullar per säsong, i ett nytt bo för varje kull.

### Predation
Predation av ägg och ungar är ganska vanligt, av ormar, mink, tvättbjörn och andra fåglar, till och med så små som kärrgärdsmygen. Ibland boparasiteras den även av brunhuvad kostare.Fågeln har utvecklat ett försvar mot predationen. Genom att häcka i kolonier, över vatten och ljuda varningsläten minskas risken. Framför allt hanarna ägnar sig också åt att aggressivt jaga bort ovälkomna besökare och kan attackera inte bara större fåglar utan också människor.

## Rödvingetrupialen och människan
Utanför häckningstid söker sig rödvingetrupialen till jordbruksområden, där den kan betraktas som ett skadedjur. Jordbrukare har använt besprutningsmedel som paration i olagliga försök att bli av med dem. Till och med amerikanska jordbruksdepartementet USDA har avsiktligt olovligen förgiftat arten; 2009 rapporterade Animal and Plant Health Inspection Service att en knapp miljon individer hade förgiftats i Texas och Louisiana. Vissa tror att detta kan vara en orsak till myrtrupialens försvinnande, en fågelart som minskat med 99% sedan 1960-talet.

## Status och hot
Rödvingetrupialen har ett mycket stort utbredningsområde, men minskar i antal, mellan 1966 och 2014 med 30%. Fortfarande är den dock en av Nord- och Centralamerikas vanligaste tättingar med en uppskattad världspopulation på hela 130 miljoner individer. Internationella naturvårdsunionen kategoriserar den som livskraftig.

## Namn
Svenskarna i Nya Sverige kallade arten majstjuvar eller mer specifikt rödvingade majstjuvar för namnet "majstjuv" användes även om mindre båtstjärten. 